# Curlu
Curlu is een gemeente in het Franse departement Somme (regio Hauts-de-France) en telt 111 inwoners (1999). De plaats maakt deel uit van het arrondissement Péronne.

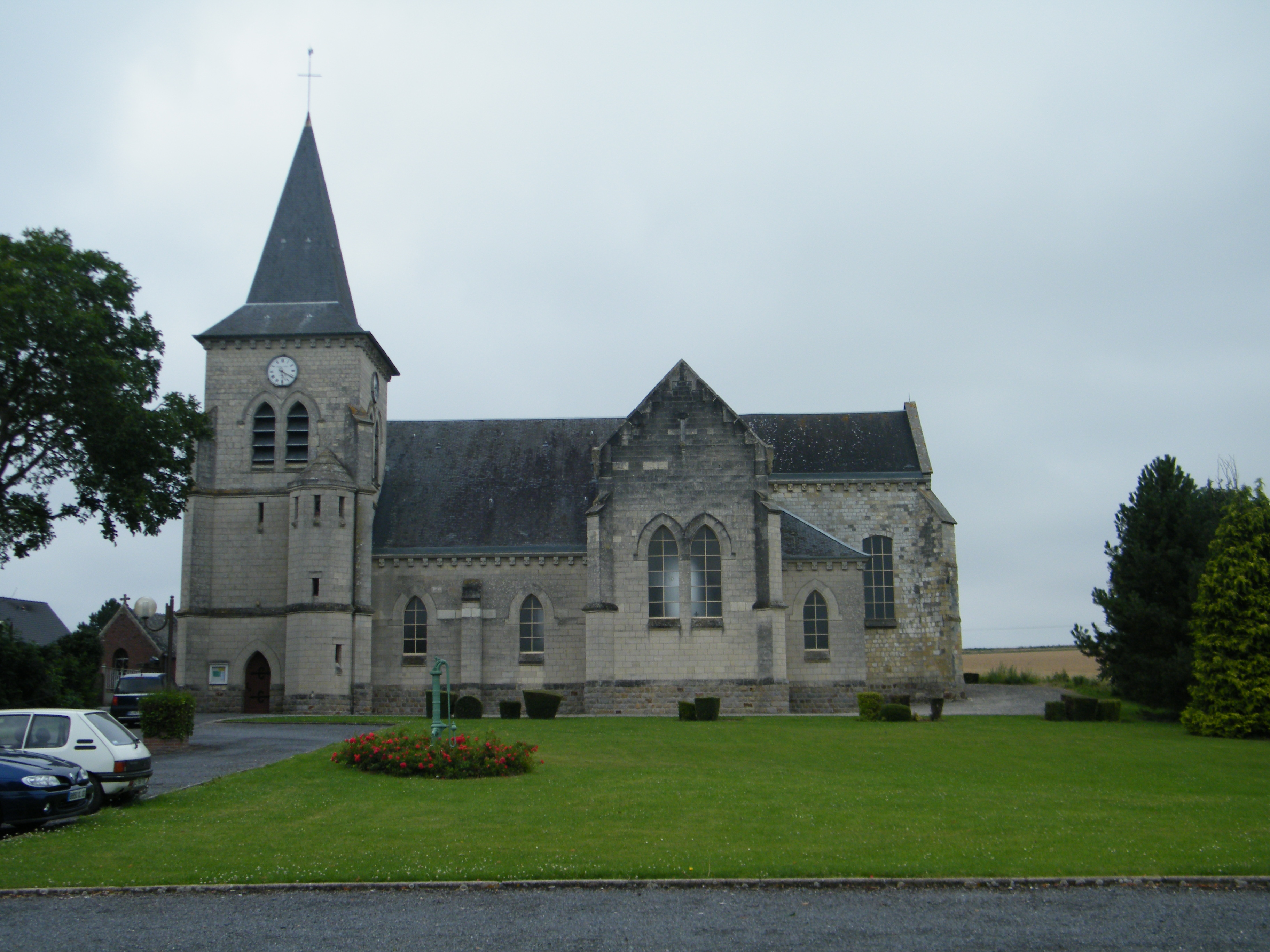
Kerk in Curlu
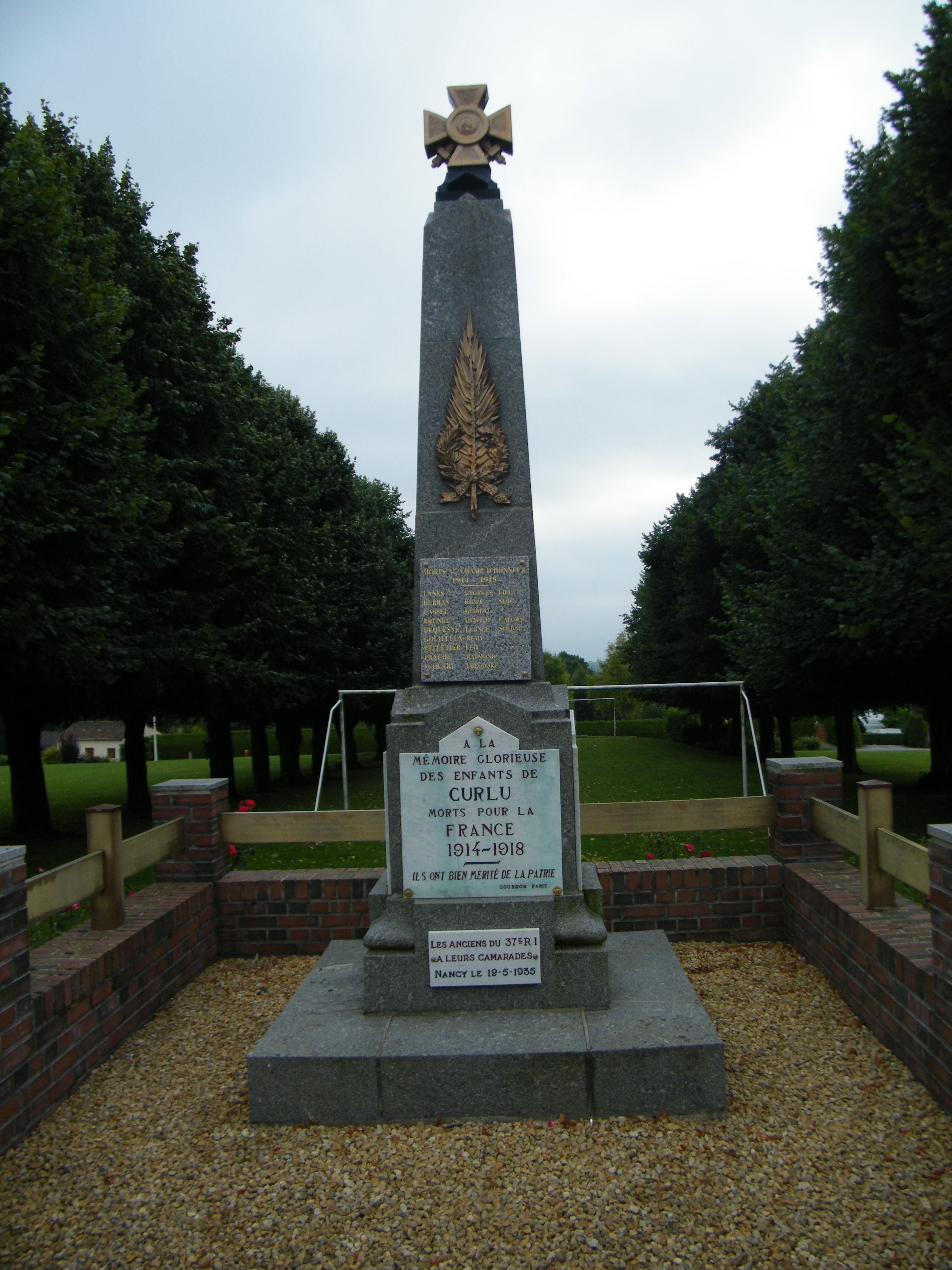
Oorlogsmonument
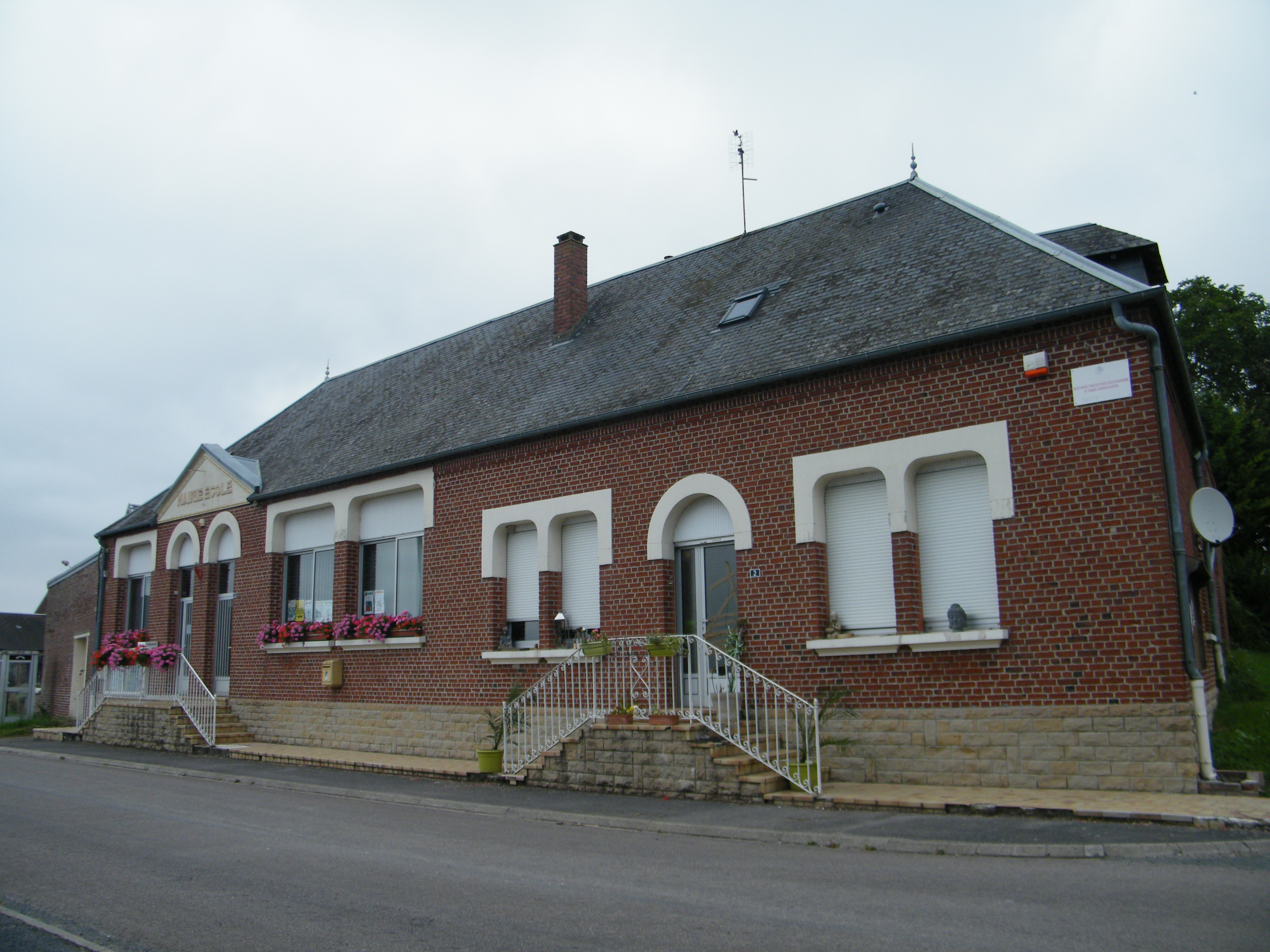
Gemeentehuis/school
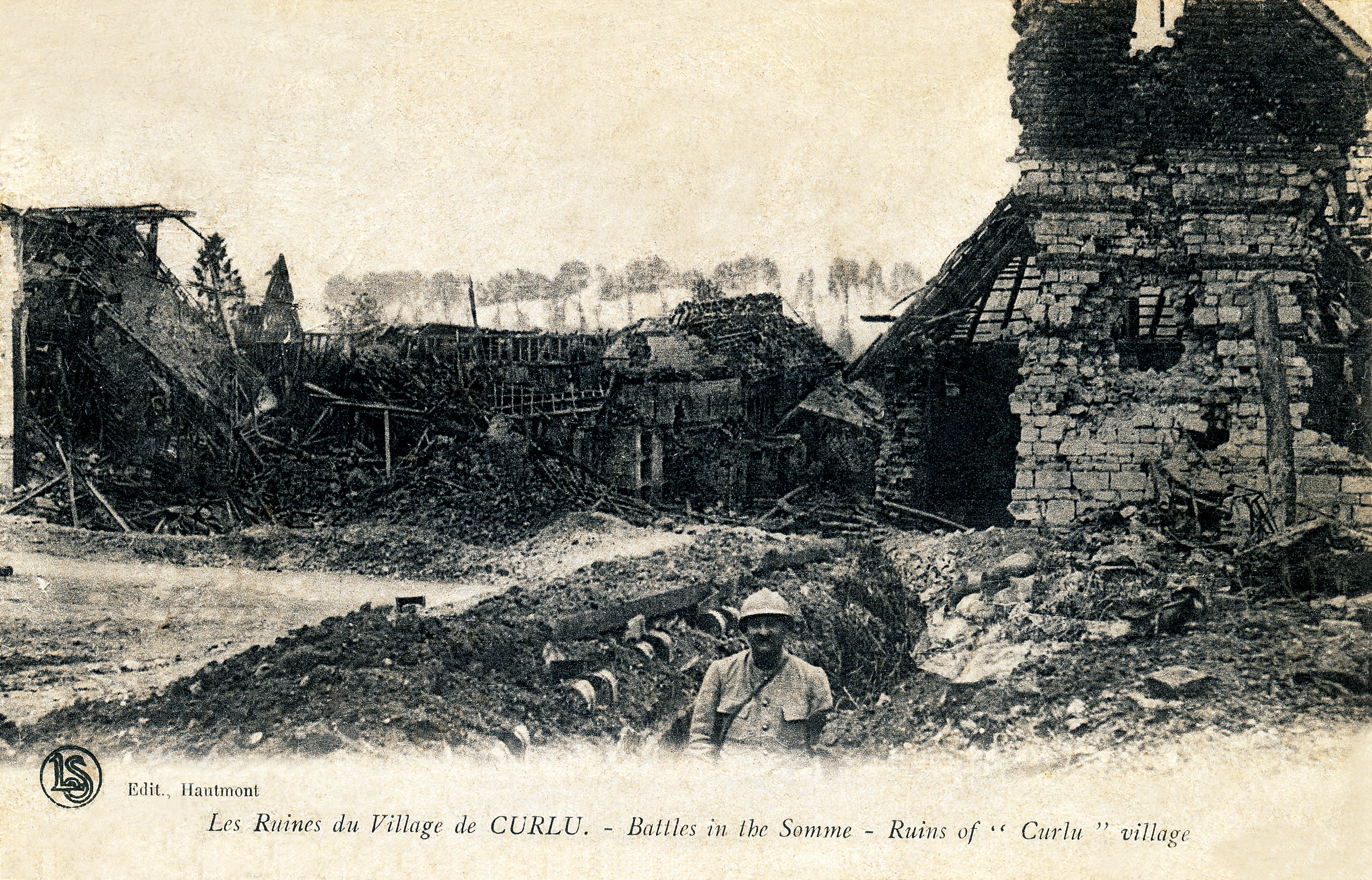
De ruïnes van het dorp Curlu tijdens de Slag aan de Somme

## Geografie
De oppervlakte van Curlu bedraagt 5,9 km², de bevolkingsdichtheid is 18,8 inwoners per km².
De onderstaande kaart toont de ligging van Curlu met de belangrijkste infrastructuur en aangrenzende gemeenten.

## Demografie
Onderstaande figuur toont het verloop van het inwonertal (bron: INSEE-tellingen).